# 奥尔洛沃农村居民点 (沃洛格达州)
奥尔洛沃农村居民点（俄语：Сельское поселение Орловское）是俄罗斯联邦沃洛格达州大乌斯秋格区所属的一个农村居民点。其下辖有28个居民点，行政中心为切尔涅沃。据2015年统计，该农村居民点的人口为310人。